# Капля дёгтя в бочке мёда
«Капля дёгтя в бочке мёда» — самый большой (условно двойной) студийный альбом группы «Ночные Снайперы». Дебютный официальный альбом группы.
Записан и сведён в студии Концертного зала лектория Ленинградского зоопарка летом 1998 года. Впервые выпущен в августе 1998 года петербургской компанией Сaravan Records в виде двойного магнитоальбома (две кассеты). В декабре того же года переиздан в том же виде Manchester Files. Летом 1999 года переиздан Сaravan Records. В 2000 году вышла версия на CD (один диск).
В 2002 году переиздан на двух CD компанией «Мистерия звука». В переизданный альбом не были включены композиции «Блины по-снайперски» и «Просто кончился мёд», но зато включено 8 бонус-треков.
Песни с этого альбома выходят на радиостанциях «Европа Плюс», «Радио Балтика», «Модерн», «Ностальжи» и «Русский шансон».

## Список композиций
1. Русский пассажир
2. Блины по-снайперски
3. Автомобильный блюз
4. Так начинался день
5. Jazz
6. Просто кончился мёд
7. Только шум на реке
8. Алмазный Британец
9. Завоюй меня
10. По волнам твоих слёз
11. Зовёт дорога
12. Я раскрашивал небо
13. Уп-тау-ду
14. Я не знаю, кто ты
15. В этом городе ф.
16. Романс № 4
17. Бутылки
18. До востребования
19. Лист Филь
20. Пороховая
21. Тайна
22. Блюзы гор
23. Офицерская жена
24. Бу-бу
25. Кошка
26. На границе
27. Вот и все мои песенки

## Участники записи

### Музыканты
- Диана Арбенина — гитара, перкуссия, вокал, бэк-вокал, музыка, тексты
- Светлана Сурганова —  скрипка, гитара, перкуссия, вокал, бэк-вокал, музыка, тексты
- Vera DORN — саксофон

### Запись
- Администратор — Ринат Сунгатуллин
- Звук — Сергей Григорьев
- Мастеринг — Юрий Комков
- Фото — Алексей Иванов
- Оформление — Алёна Дружинина
- Информационная поддержка — Николай Гнатенко

## Участники переиздания
- Ремастеринг — Данила Коротаев
- Администрирование переиздания — Лариса Пальцева
- Фото на буклет переиздания — Алекс Федечко-Мацкевич
- Дизайн переиздания — Н. Б., Александр Репьёв